# Christophe Beghin
Christophe Jacques M. Beghin (* 2. Januar 1980 in Schaerbeek/Schaarbeek) ist ein belgischer Basketballtrainer und ehemaliger -spieler.

## Werdegang

### Spieler
Als Heranwachsender spielte Beghin wie sein Vater als Torwart Fußball. Mit 15 Jahren wechselte er zum Basketball, spielte bei den Vereinen Fresh Air und Ganshoren im Großraum Brüssel. Ab 1997 wurde Beghin in der Basketballschule des BC Ostende gefördert.
Beim BBC Aalst gab er während des Spieljahres 1998/99 seinen Einstand in der ersten belgischen Liga. 1999 kehrte er nach Ostende zurück. Bei der Mannschaft stand der 2,05 Meter große Innenspieler bis 2004 unter Vertrag. 2004/05 spielte der Belgier bei Roseto Basket in der italienischen Serie A, erreichte in 26 Einsätzen einen Mittelwert von 6,8 Punkten. Im April 2005 wurde er von Spirou Charleroi verpflichtet und verstärkte die Mannschaft bis zum Ende der Spielzeit 2004/05.
Von 2005 bis 2007 war Beghin Spieler von Verviers Pepinster, mit Spirou Charleroi (2007/08), Antwerpen Giants (2008–2010) und erneut Charleroi (2010–2016) sowie Antwerpen (2016/17) folgten weitere Stationen in seinem Heimatland.
2001 und 2002 gewann er mit Ostende sowie 2008 und 2011 mit Charleroi die belgische Meisterschaft. Der Sieg im belgischen Pokalwettbewerb gelang Beghin mit Ostende im Jahr 2001. Dreimal (2002, 2009, 2010) wurde er als Belgiens Basketballspieler des Jahres ausgezeichnet.

#### Nationalmannschaft
Beghin bestritt 137 Länderspiele für Belgien. 2011 und 2013 war er Teilnehmer der Europameisterschaftsendrunden.

### Trainer
2017 beendete Beghin in Antwerpen seine Spielerlaufbahn und wurde bei dem Verein Co-Trainer von Roel Moors sowie gleichzeitig hauptverantwortlich für die U21-Mannschaft zuständig. 2019 stieg Beghin bei Antwerpen zum Cheftrainer auf, Mitte Januar 2022 wurde er dort entlassen. Er übernahm im Sommer 2022 das Traineramt bei der Mannschaft Courtrai Spurs und führte diese 2023 zum Aufstieg in die belgisch-niederländische Liga BNXT. Seine Amtszeit ging Anfang Februar 2024 zu Ende. Der Entlassung waren vier Niederlagen in Folge vorausgegangen.